# Тыыракырве
Ты́ыракы́рве (эст. Tõõrakõrve), в 1930-х и 1970—1977 годах Ты́эракы́рве (эст. Tõerakõrve) — деревня в волости Тапа уезда Ляэне-Вирумаа, Эстония. 

## География и описание
Расположена в 28 километрах к юго-западу от уездного центра — города Раквере, и в 4 км от волостного центра — города Тапа. Высота над уровнем моря — 92 метра.
На севере деревня граничит с центральным полигоном Вооружённых сил Эстонии (с деревней Колгу волости Куусалу уезда Харьюмаа), на юге — с железной дорогой Таллин—Тапа.
Климат умеренный. Официальный язык — эстонский. Почтовый индекс — 73615.

## Население
По данным переписи населения 2021 года, в Тыыракырве проживали 72 человека, из них 54 (75,0 %) — эстонцы.
Численность населения деревни Тыыракырве:
| Год  | 2014 | 2015 | 2000 | 2011 | 2021 |
| ---- | ---- | ---- | ---- | ---- | ---- |
| Чел. | 58   | ↗ 59 | ↗ 87 | ↘ 47 | ↗ 72 |

## История
В источниках 1586 года упоминается Tauricka, 1637 года — Taurekörb.
В период 1750–1765 годов на месте разрозненных хуторов Тыыракырве была создана скотоводческая мыза Анненхоф (нем. Annenhof). В 1920-х годах, после земельной реформы, на землях бывшей мызы возникло поселение, в 1950-х годах получившее статус деревни. В 1977 году, в период кампании по укрупнению деревень, с Тыыракырве были объединены поселения Леэзи, Лехтсе, Прууна и деревня Соокюла (эст. Sooküla).
На территории деревни находятся руины рыцарской мызы Лехтис (нем. Lechtis, Lechts, Лехтсе, эст. Lehtse mõis).

## Происхождение топонима
Название деревни может происходить от личного имени Тыыр ~ Тыыра (Tõõr ~ Tõõra), к которому добавилось слово “kõrb” (с эст. — «большая необитаемая лесная местность»).